# Pacifoculodes spinipes
Pacifoculodes spinipes är en kräftdjursart som först beskrevs av Mills 1962.  Pacifoculodes spinipes ingår i släktet Pacifoculodes och familjen Oedicerotidae. Inga underarter finns listade i Catalogue of Life.